# Большедворова (Свердловская область)
Большедворова — деревня в Ирбитском МО Свердловской области, Россия.

## Географическое положение
Деревня Большедворова «Ирбитского муниципального образования» находится в 21 километрах (по автотрассе в 24 километрах) к востоку-юго-востоку от города Ирбит, на левом берегу реки Кирга (левого притока реки Ница), выше устья правого притока реки Шавушка.

## Население
| 2002 | 2010 | 2021 |
| ---- | ---- | ---- |
| 107  | ↘106 | ↗110 |